# Шурагельський султанат
Шорагел, Шурагел, Шурагельський султанат або Шорагельський султанат заснований приблизно в 1747 під час правління династії Афшаридів в Ірані. Його площа становила 1037,91 верст (1181,16 км).

## Історія
Розташовувався північному заході Еріванського ханства біля підніжжя гори Арагац. Був оточений горами, що відокремлюють Картлі-Кахетинське царство з півночі, райони Талин і Сеїдлі-Агсакгалли з півдня, а також райони Памбек та Абаран зі сходу. Річка Арпачай відокремлювала Шорагельський султанат від Карського пашалика. Центром султанату було місто Артік.[джерело?]
«Оглядова книга Еріванської області» свідчить про існування 172 сіл у Шорагельському Санджаку (разом із Памбацької областю). Згідно з даними, наведеними за часів правління Надір-шаха, у Шорагельському повіті у складі Еріванського ханства було 109 селищ.[джерело?]
Частина жителів Шорагеля, переважно карапапахські тюрки, залишили свої землі після російсько-турецької війни 1807 і знайшли притулок біля Еріванського ханства і Карського пашалика.[джерело?]

## Правителі
- Будак султан — останній правитель султанату Шорагель. 20 жовтня 1805 підписав з Павлом Ціціановим документ про постійне підпорядкування Шорагеля Росії у місті Гянджа. Султан Будак мав трьох синів: Гара Мохаммад бек, Хамід бек, Халіл бек.[джерело?]